# Madeline Gleason
Madeline Gleason (* 26. Januar 1903 in Fargo, North Dakota; † 22. April 1979 in San Francisco, Kalifornien) war eine US-amerikanische Lyrikerin.

## Leben
Gleason entstammte einer tiefgläubigen Familie. Bereits in den ersten Schuljahren wurde ihr unterstellt, ein „schwieriges Kind“ zu sein, und als Jugendliche brach sie die Schule ab und tourte zusammen mit einem Cousin durch den Mittleren Westen, um in Vaudeville-Shows zu tanzen und zu singen.
Als ihre Mutter starb, wurde Gleason von ihrem Vater zurückgeholt, und die beiden ließen sich in Portland (Oregon) nieder. Dort begann Gleason in einer Buchhandlung zu arbeiten und in diese Zeit fallen auch ihre ersten schriftstellerischen Versuche. Bald schon konnte sie einige Gedichte im Feuilleton örtlicher Zeitungen veröffentlichen.
Im Frühjahr 1934 bekam Gleason von der Works Progress Administration die Möglichkeit, an deren Federal Writers’ Project teilzunehmen. Sie ging nach San Francisco und begann eine History of California zu schreiben. Daneben verfasste sie aber weiter Gedichte und konnte diese zwei Jahre später in der Zeitschrift Poetry veröffentlichen. Dadurch machte sie die Bekanntschaft des Komponisten John Edmunds und arbeitete einige Jahre mit ihm zusammen. Sie übersetzte für ihn Liedtexte von Johann Sebastian Bach, Franz Schubert und Robert Schumann und half ihm, einige Veranstaltungen zu organisieren.
1944 verließ Gleason San Francisco und ging nach Phoenix (Arizona), kam aber bald nach Kriegsende wieder zurück und arbeitete in einem Maklerbüro. Sie hatte dabei nie den Kontakt zu anderen Schriftstellern verloren und veranstaltete im April 1947 das First Festival of Modern Poetry in San Francisco. Nahezu zeitgleich gründete Gleason auch die San Francisco Poetry Guild, in der Robert Duncan, Kenneth Rexroth und andere Schriftsteller der San Francisco Renaissance Mitglieder wurden.
In der Nachkriegszeit machte Gleason die Bekanntschaft von Zekial Marko, der sie u. a. Juanita Musson vorstellte. Mit deren Unterstützung konnte sie dann 1955 zusammen mit Kenneth Rexroth das Six Gallery reading veranstalten, wo u. a. Allen Ginsberg mit dem Vortrag seines Gedichts Howl der Beat Generation ein größeres Publikum verschaffte.
Auch mit ihren eigenen Werken wurde Gleason langsam bekannt und zusammen mit Helen Adam, Barbara Guest und Denise Levertov veröffentlichte Donald Allen ihre Lyrik 1960 in der richtungsweisenden Anthologie The New American Poetry 1945–1960. Ab dieser Zeit unterrichtete Gleason Kreatives Schreiben, erst privat in ihrer Wohnung, später dann mit einem Lehrauftrag an der San Francisco State University.
Madeline Gleason starb mit 76 Jahren in San Francisco und fand ihre letzte Ruhestätte auf dem Friedhof Olivet Memorial Park in Colma.

## Werke (Auswahl)
- Poems. 1944.
- The metaphysical needle. 1949.
- Concerto for Bell and Telephone. 1966.
- Selected Poems. 1973.
- Here comes everybody. New and selected poems. 1975.